# Villamée
Villamée é uma comuna francesa na região administrativa da Bretanha, no departamento Ille-et-Vilaine. Estende-se por uma área de 10,77 km². Em 2010 a comuna tinha 315 habitantes (densidade: 29,2 hab./km²).